# Hedi Poot
Hedi Poot (16 de diciembre de 1975) es una deportista neerlandesa que compitió en remo. Ganó dos medallas de bronce en el Campeonato Mundial de Remo, en los años 1997 y 2001.

## Palmarés internacional
| Campeonato Mundial | Campeonato Mundial     | Campeonato Mundial | Campeonato Mundial  |
| Año                | Lugar                  | Medalla            | Prueba              |
| ------------------ | ---------------------- | ------------------ | ------------------- |
| 1997               | Aiguebelette (Francia) | Medalla de bronce  | Cuatro scull ligero |
| 2001               | Lucerna (Suiza)        | Medalla de bronce  | Cuatro scull ligero |